# Písečný přesyp u Vlkova
Písečný přesyp u Vlkova este o arie protejată (arie specială de conservare — SAC, sit de importanță comunitară — SCI) din Republica Cehă întinsă pe o suprafață de 1,37 ha, integral pe uscat.

## Localizare
Centrul sitului Písečný přesyp u Vlkova este situat la coordonatele 49°09′33″N 14°42′52″E / 49.159167°N 14.714444°E.

## Înființare
Situl Písečný přesyp u Vlkova a fost declarat sit de importanță comunitară în noiembrie 2009 pentru a proteja un număr necunoscut de specii din flora spontană și fauna sălbatică aflate în arealul zonei. Situl a fost protejat și ca arie specială de conservare în iulie 2012.

## Biodiversitate
Situată în ecoregiunea continentală, aria protejată conține 1 habitat natural: Vegetație psamofilă uscată cu pășuni deschise de Corynephorus și Agrostis.
La baza desemnării sitului se află un număr nedeclarat de specii protejate.